# Venanzio Gabriotti
Venanzio Gabriotti (Città di Castello, 26 aprile 1883 – Città di Castello, 9 maggio 1944) è stato un antifascista e militare italiano, Medaglia d'oro al valor militare alla memoria.

## Biografia
Figlio di un artigiano garibaldino, partecipò come volontario alla prima guerra mondiale, ottenendo durante tale conflitto la promozione a tenente e due medaglie d'argento, due medaglie di bronzo e una croce di guerra al valor militare. Ricevette inoltre la cittadinanza onoraria dei comuni di Arsiè e Giustino per l'assistenza garantita alla popolazione dai suoi reparti.
Gravemente ferito, dopo la guerra fu nominato presidente dell'Associazione Mutilati e Invalidi di Città di Castello. Negli anni venti fu anche segretario provinciale del Partito Popolare Italiano, ed in seguito fu tra i fondatori della Democrazia Cristiana (1942-43).
Punto di riferimento per gli antifascisti dell'Alta Valle del Tevere durante tutto il Ventennio, Gabriotti, che nel frattempo era stato promosso a tenente colonnello, dopo l'Armistizio di Cassibile organizzò formazioni partigiane e fu membro del CLN nella sua città. Presiedendo il Comitato Clandestino di Soccorso e Liberazione tenne i contatti con il comando della Brigata "San Faustino" che operava nei dintorni di Città di Castello. Fu catturato dai fascisti il 5 maggio 1944 e rinchiuso nella locale caserma dei carabinieri. Consegnato alle SS tedesche, dopo alcuni giorni di serrati interrogatori e torture, fu fucilato, senza processo, sul greto del torrente Scatorbia nei pressi della chiesetta di Santa Maria del Latte da un plotone della Guardia Nazionale Repubblicana.
A Venanzio Gabriotti sono intitolate, fra le altre cose, una delle piazze principali di Città di Castello e il locale Istituto di Storia Politica Sociale.

## Onorificenze

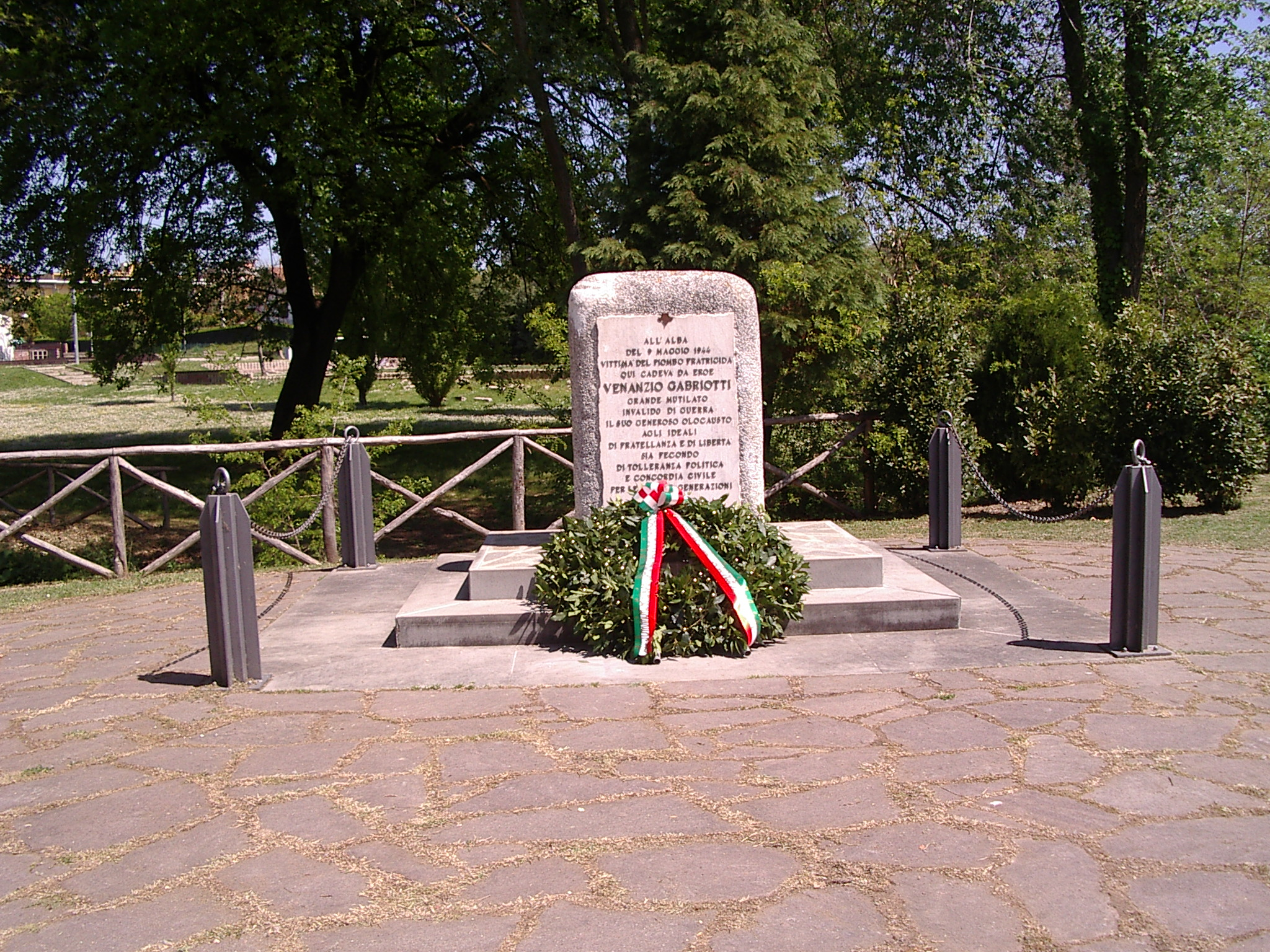
Stele in memoria di Venanzio Gabriotti a Città di Castello

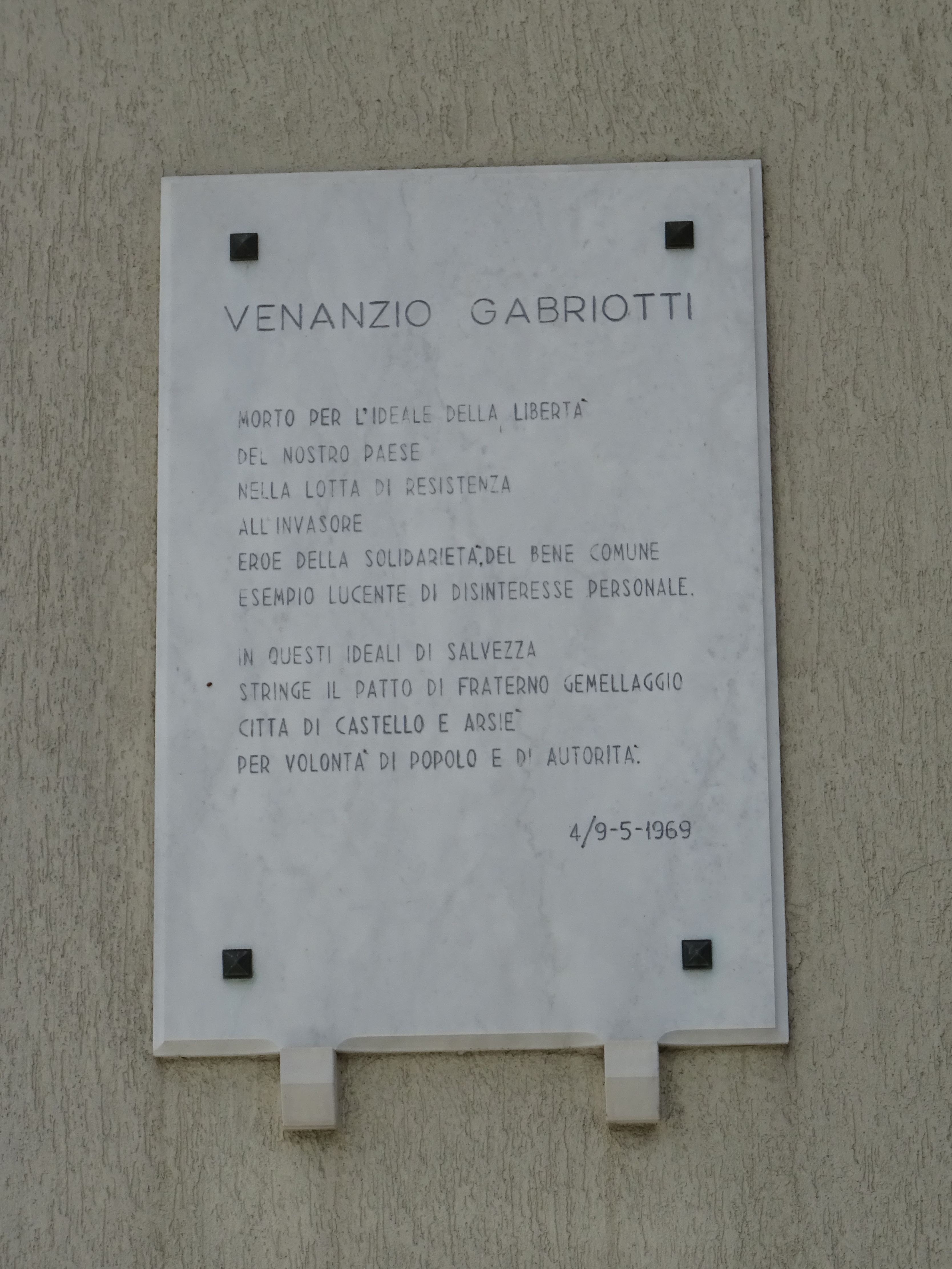
Targa a Rocca di Arsiè